# Рибар, Иво
Иван Рибар «Иво Лола» (1916—1943) — югославский партизан, Народный Герой Югославии. Народный герой Албании.

## Биография
Родился 23 апреля 1916 года в Загребе. Сын известного хорватского и югославского политика доктора Ивана Рибара. Он учился в начальной школе в Карловаце и Белграде и окончил среднюю школу в Белграде. Какое-то время он жил и в Джяково.
В 1934 году Лола отправился в Париж, где он начал изучать политические науки. После убийства короля Александра, по совету Светозара Прибичевича, он покинул Францию и переехал в Женеву, где изучал политэкономию. В конце 1935 он вернулся в Белград и поступил на юридический факультет.

### Политическая активность
В Белградском университете Лола встретился с членами незаконных Союза коммунистов Югославии и Союза коммунистической молодёжи Югославии. Это было время политической деятельности левой молодёжи в борьбе за независимость и демократические права южных славян.
Уже в 1935 Лола был принят в члены Союза коммунистической молодёжи Югославии, а также избран членом исполнительного комитета студенческих профсоюзов. В следующем 1936 году был принят в члены Коммунистической партии Югославии. Как видный молодёжный лидер присутствовал на многих международных конференциях молодёжи. В феврале 1936 в Брюсселе, он принял участие в Международной молодёжной конференции за мир. В сентябре того же года участвовал в работе Всемирного конгресса молодёжи в Женеве, а в августе 1937 принял участие в заседании студенческого сообщества за мир, свободу и культуру в Париже.

### Гибель
Погиб 27 ноября 1943 от осколков разорвавшейся авиабомбы в Гламочко-Поле.
Похоронен в Калемегдан в Белграде в Гробнице народных героев рядом с другими известными деятелями революционного, народно-освободительного и партизанского движения, такими, как И. Милутинович, Д. Дакович и М. Пияде.

## Галерея
- Памятник Иво Лоле Рибару в Калемегдане
- Рибар на своём коне Лиске по пути на заседание Антифашистского веча
- Почтовая марка 1973 года